# Yakiudon

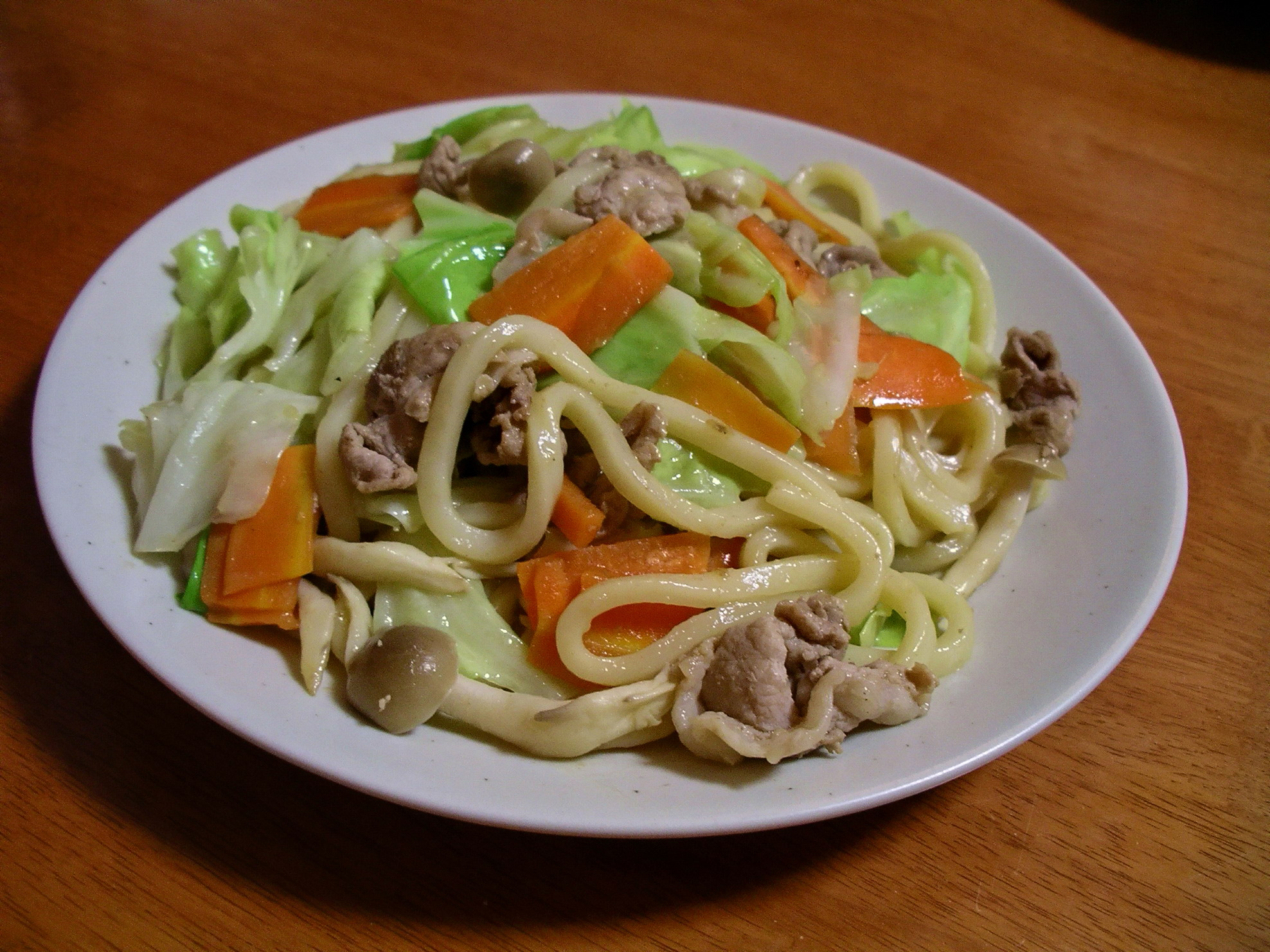
Yaki Udon.

Yaki Udon (ook: Yakiudon; Japans: 焼きうどん) is een Japans gerecht met Udon-noedels, vlees en groenten. Het geheel wordt overgoten met een saus, zoals worcestersaus, sojasaus of hoisinsaus. Andere gangbare ingrediënten zijn uien en paprika's.
Yakiudon is een variant op Yakisoba dat gemaakt is van Soba-noedels.